# Carles Choví i Añó
Carles Francesc Choví i Añó (Benifaió, Ribera Alta, 11 de gener de 1967) és un polític valencià, ex-secretari general del partit polític Units per València.

## Trajectòria política
Pel que fa a la seua tasca política, va ser militant d'Unió Valenciana des de 1986 fins al 2004.
Dins de les joventuts d'UV, va ser president provincial, càrrec que seria suprimit durant el seu mandat, en eliminar-se l'estructura provincial a l'organització juvenil del partit regionalista.
Entre els anys 1995 i 1999 va ocupar el càrrec d'assessor a l'aleshores anomenada Conselleria de Mig ambient de la Generalitat Valenciana, governada per Unió Valenciana.
En el període en què el nacionalista Héctor Villalba va liderar el partit, Carles Choví va formar part de l'executiva nacional d'UV, arribant a ser el responsable polític de la campanya electoral de les eleccions a les Corts Valencianes de 1999, en la qual UV va quedar fora de les Corts Valencianes per primera volta des de la seua fundació.
L'any 2005 va fundar el partit valencianista Opció Nacionalista Valenciana, del que va ser secretari general, càrrec que manté des de 2008 a Units per València, partit successor de l'anterior.

## Activitat professional
En la seua faceta professional, està especialitzat en màrqueting i ha estat lligat a l'empresa familiar Choví SL del sector alimentari.

## Candidatures

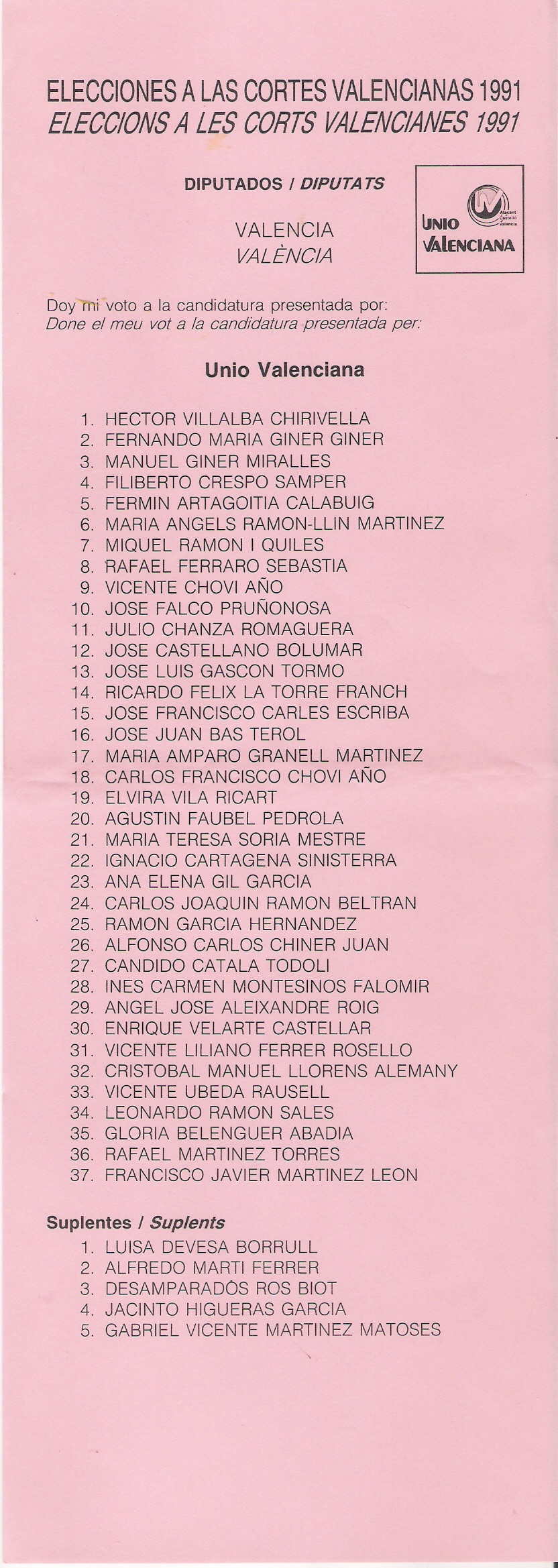
Llista d'UV a les eleccions a les Corts Valencianes de 1991 per la Circumscripció de València. Carles Choví és el número 18.
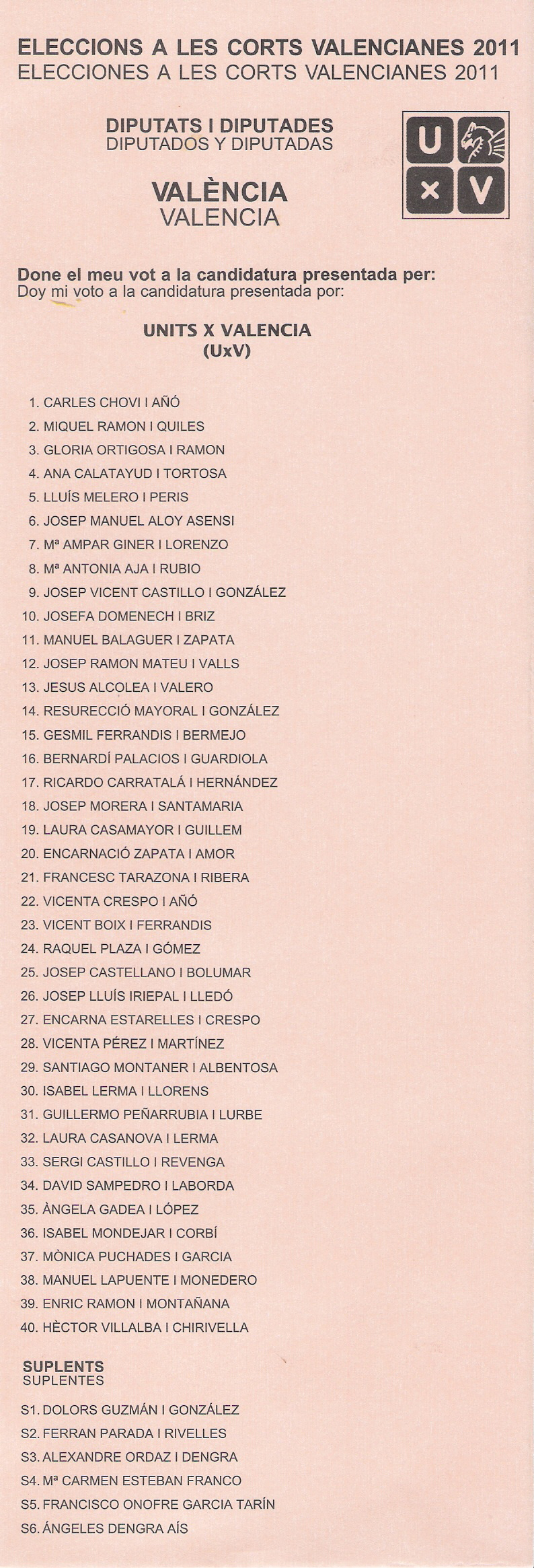
Cap de llista d'UxV a les eleccions a les Corts Valencianes de 2011 per la Circumscripció de València.
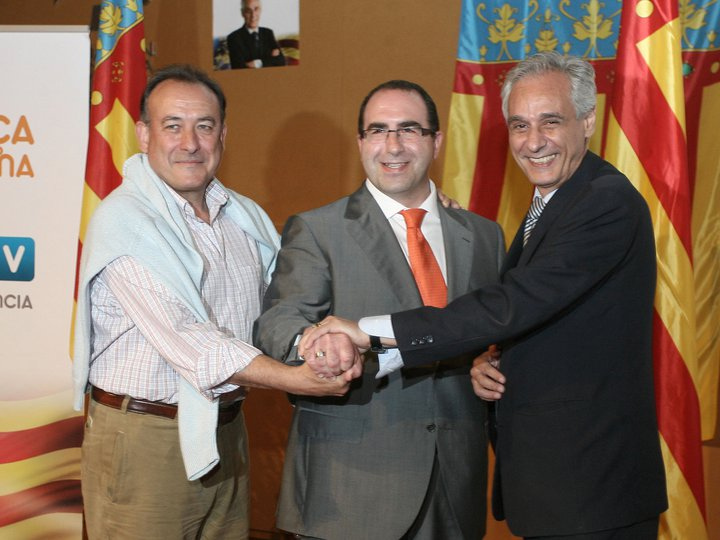
Amb Hèctor Villalba i Miquel Ramon en el míting central de les eleccions de maig de 2011.